# Alto Senegal y Níger
El Alto Senegal y Níger (en francés: Haut-Sénégal et Niger) fue una colonia en el África Occidental Francesa, creada el 21 de octubre de 1904 a partir de Senegambia y Níger mediante el decreto "para la reorganización del gobierno general del África occidental francesa".
En su creación, la colonia del Alto Senegal y Níger contenía los antiguos territorios del Alto Senegal, el Medio Níger y el territorio militar de Níger. Níger se convirtió en un distrito militar separado en 1911 y en una colonia separada en 1922, Alto Volta se separó en 1919, y el resto fue reorganizado como Sudán francés (actual Malí) en 1920. Su capital era Bamako.
La colonia es quizás recordaba más a menudo por los filatelistas, ya que emitió una serie de sellos de correos durante su corta existencia.

## Historia
Desde el principio, el Alto Senegal y Níger se vio sacudido por la violencia frente a la reorganización colonial y los impuestos. Los más notables fueron la rebelión de Kobkitanda, dirigida por el clérigo ciego Alfa Saibou, y la revuelta de Karma (diciembre de 1905-marzo de 1906) de Oumarou Karma. Este último abarcó gran parte del valle del Níger y fue reprimido por cuatro columnas francesas que llegaban desde Dori, Gao, Tahoua y Zinder.
Un decreto del 2 de marzo de 1907 añadió el círculos de Fada N'gourma y Say, que había sido parte de la colonia de Dahomey francés (actual Benín). El 1 de enero de 1912, el territorio militar de Níger se separó del Alto Senegal y Níger, y fue erigida en una colonia en 1922.
Entre noviembre de 1915 y febrero de 1917, la colonia del Alto Senegal y Níger fue testigo de una oposición armada muy popular, temporalmente exitosa y sostenida al gobierno colonial en su región occidental del Volta, que se conoce como la guerra de Volta-Bani. Desafió la autoridad del gobierno colonial durante más de un año en un área que se extendía desde Koudougou (en el actual Burkina Faso) en el este, hasta las orillas del río Bani (actualmente Malí) en el oeste. Esta fue la oposición armada más significativa a la autoridad colonial organizada en cualquier parte del África subsahariana en el período anterior a la Segunda Guerra Mundial.

### División
Después de que terminó la Primera Guerra Mundial, el éxito insospechado de este movimiento de resistencia hizo que las autoridades francesas emitieran el decreto "sobre la división de la colonia del Alto Senegal y Níger y la creación de la colonia del Alto Volta" del 1 de marzo de 1919, que dividía la colonia en dos unidades distintas:
- Alto Volta francés, formado a partir de los círculos de Gaoua, Bobo-Dioulasso, Dédougou, Uagadugú, Dori, Say y Fada N'Gourma;
- el territorio restante, el actual Malí, todavía se llamaba Alto Senegal y Níger hasta que pasó a llamarse Sudán francés el 1 de enero de 1921, implementando el decreto del 4 de diciembre de 1920, "para la denominación de las colonias y territorios que componen el Gobierno General del África Occidental Francesa".[7]

### Estampillas

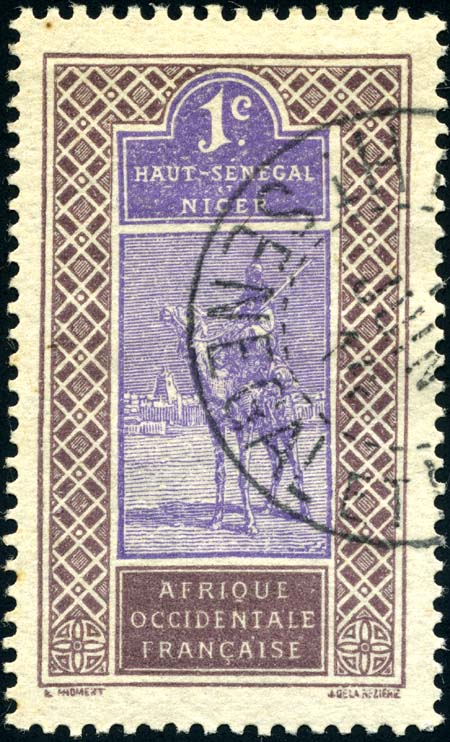
Diseño de camello y jinete en sello de 1 céntimo de 1914.

La colonia del Alto Senegal y Níger quizás sea recordada con más frecuencia por los filatelistas ya que emitió varios sellos postales durante su existencia.